# Hibiskus
Hibiskus (Hibiscus rosa-sinensis) är en städsegrön buske i familjen malvaväxter. Arten är ej känd vild och dess ursprung är omtvistat, men en av de närmaste släktingarna, fjäderhibiskus (H. schizopetalus), växer i östra Afrika. Den första hibiskusen som vetenskapligt namngavs hade röda, fyllda blommor.
Många sorter som odlas idag är troligen hybrider med fjäderhibiskus, silverhibiskus (H. arnottianus) och rodrigueshibiskus (H. liliflorus). Några sorter bör snarare räknas till Hibiscus × archeri, som är korsningen mellan hibiskus och fjäderhibiskus. Hibiskus går även under namnet kinesisk ros och är bland annat Malaysias nationalblomma och Chengdus stadsblomma. 
Växten odlas i de tropiska och subtropiska delarna av världen som prydnadsväxt och kan där förekomma som buskar eller häckar. I kallare klimat har hibiskus med sina stora praktfulla blommor blivit en uppskattad krukväxt. Även då den inte blommar är plantan tämligen dekorativ med sina glänsande blad.

## Beskrivning
Hibiskusen växer som kala buskar, 1–5 m höga. Bladen är hela eller flikiga, äggrunda till brett äggrunda, tandade eller sågade och blir 4–8 cm långa och 2–5 cm breda.
Blommorna är kortlivade och kommer ensamma i bladvecken, de kan vara upprätta eller något hängande. Kronan blir 7–9 cm i diameter (större hos trädgårdsformer), vanligen röda utan mörkt centrum. Ståndarna är sammanväxta och bildar en lång pelare med pistillen i spetsen. Frukten är en kapsel. Blommorna pollineras av fåglar.

## Sorter
Genom årens lopp har hibiskus genomgått en omfattande växtförädling och förekommer numera i ett otal sorter. Hos dessa förädlade sorter kan blommans färg variera från vitt till gult och från orange till purpur och rött.

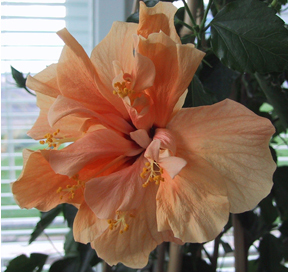
'Apricot Brandy'
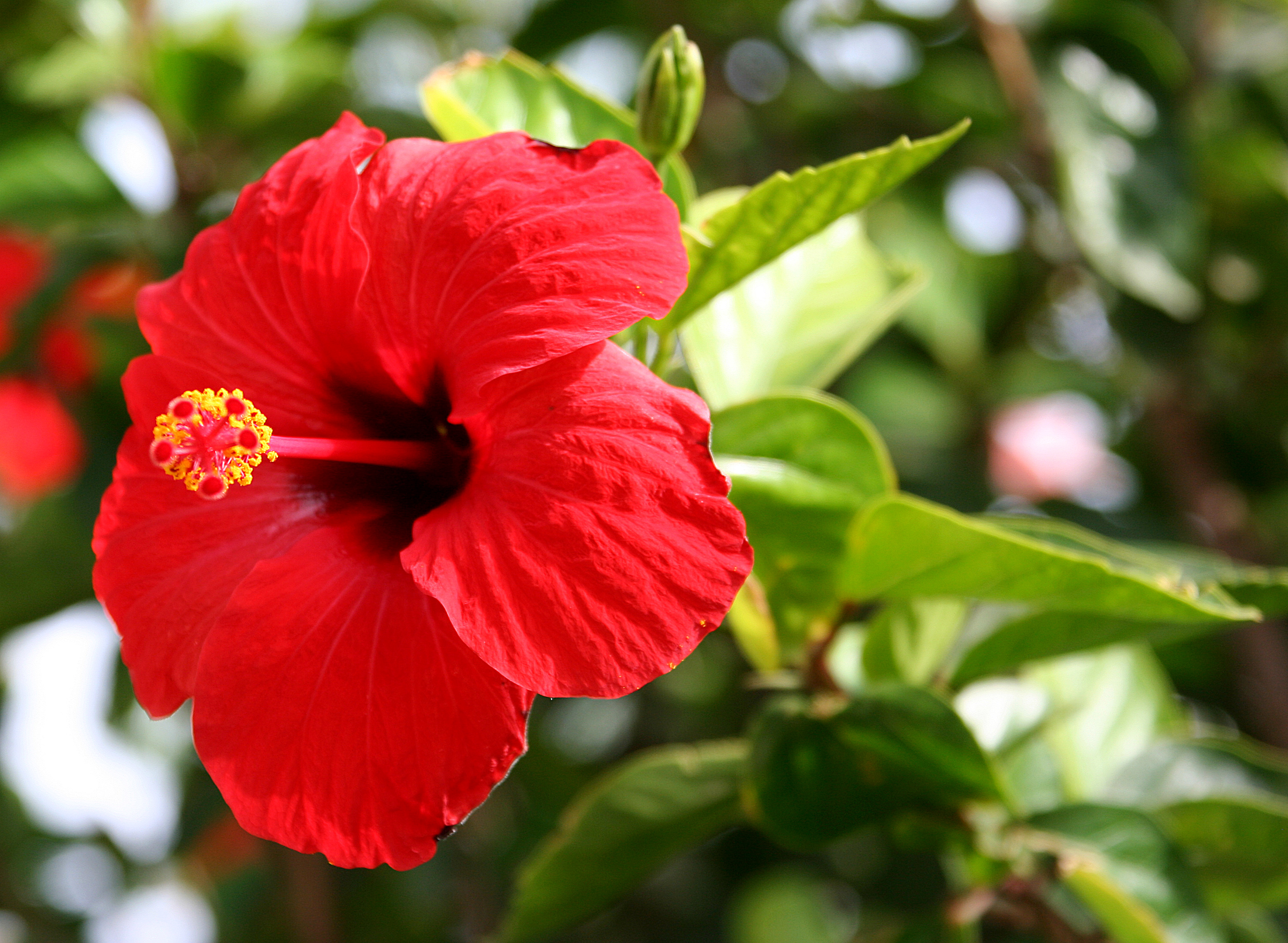
'Brilliant'
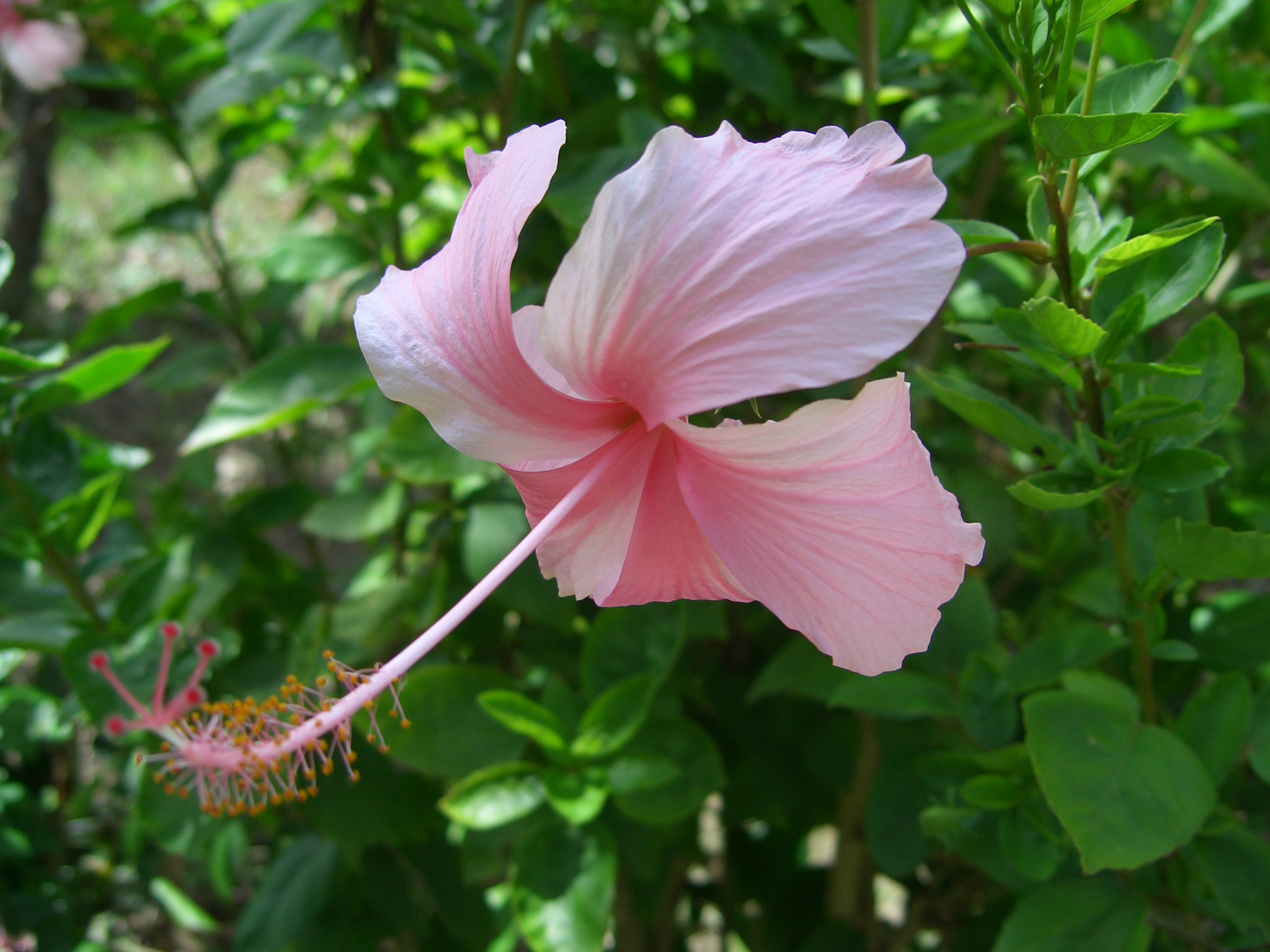
'Dainty Pink' ('Pink La France')
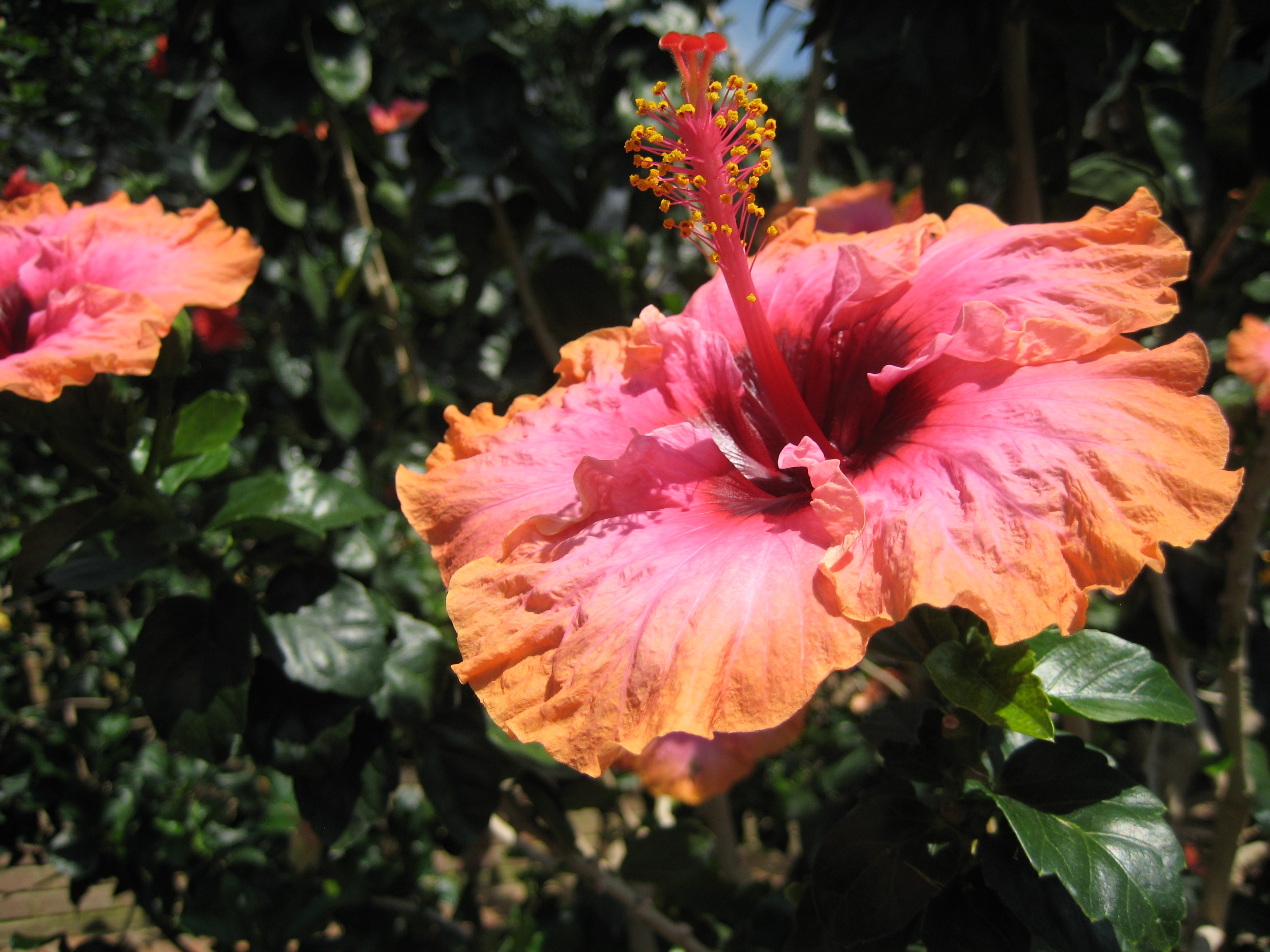
'Erin Rachael'
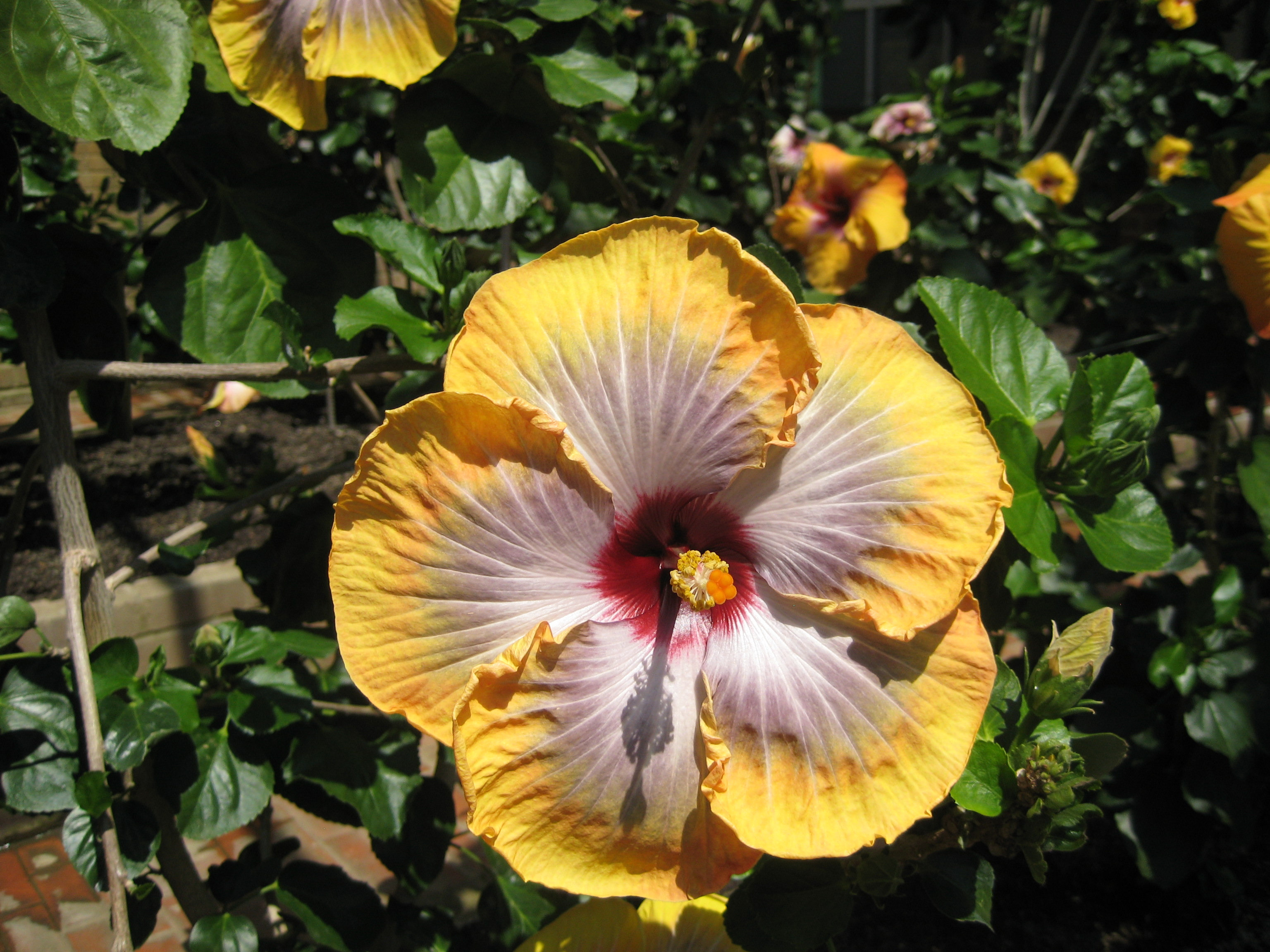
'Fifth Dimension'
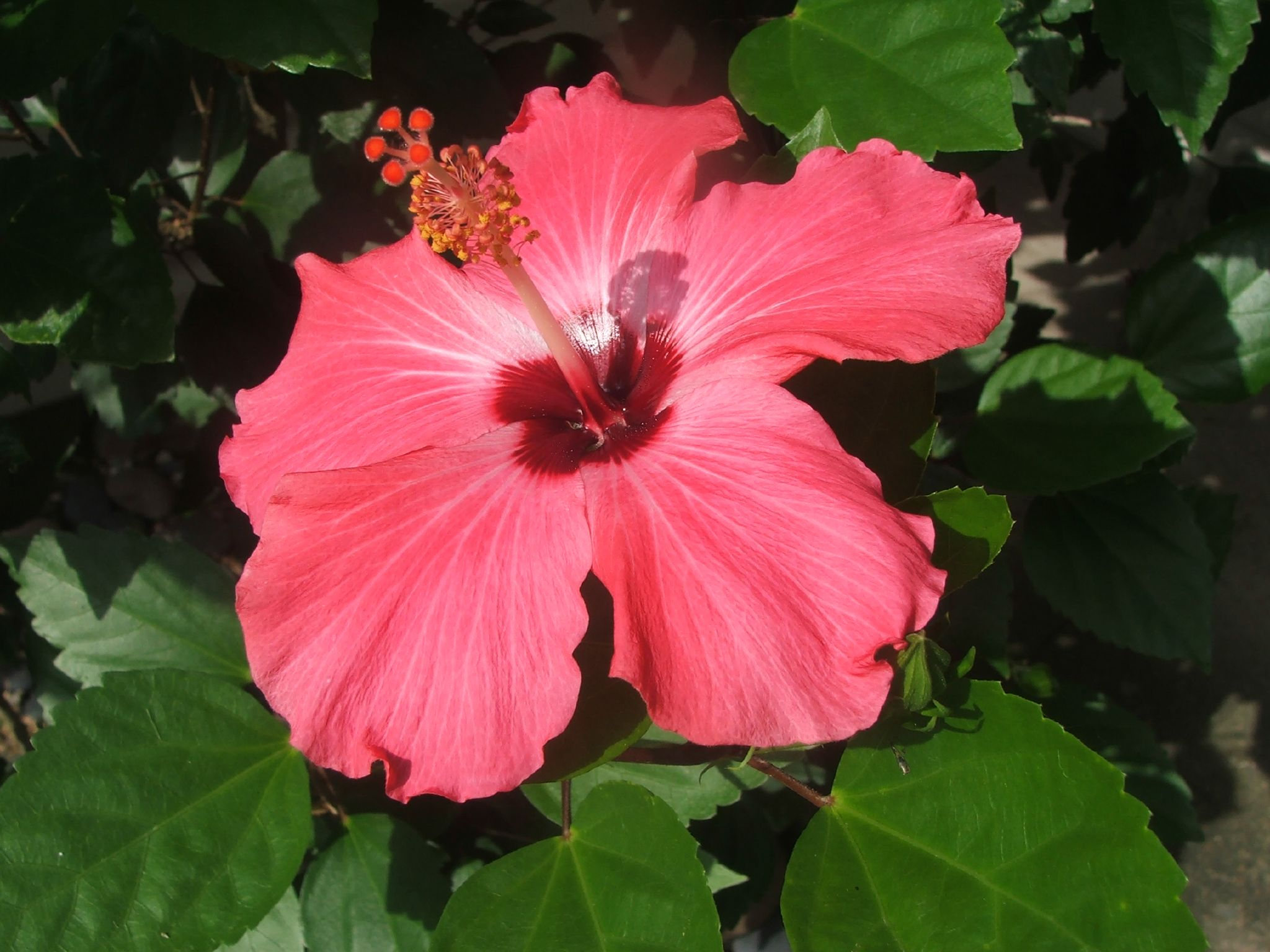
'Painted Lady'
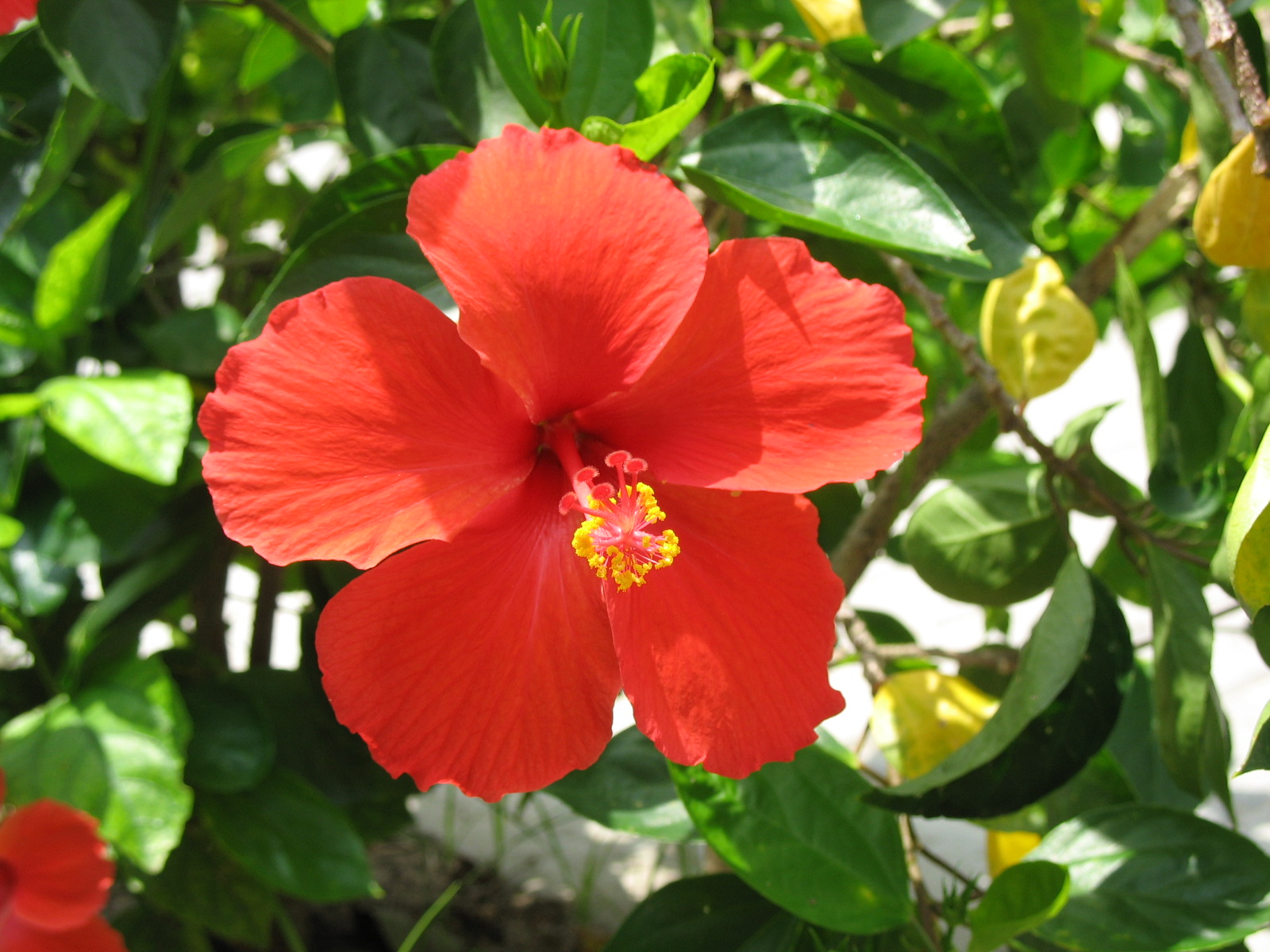
'President'
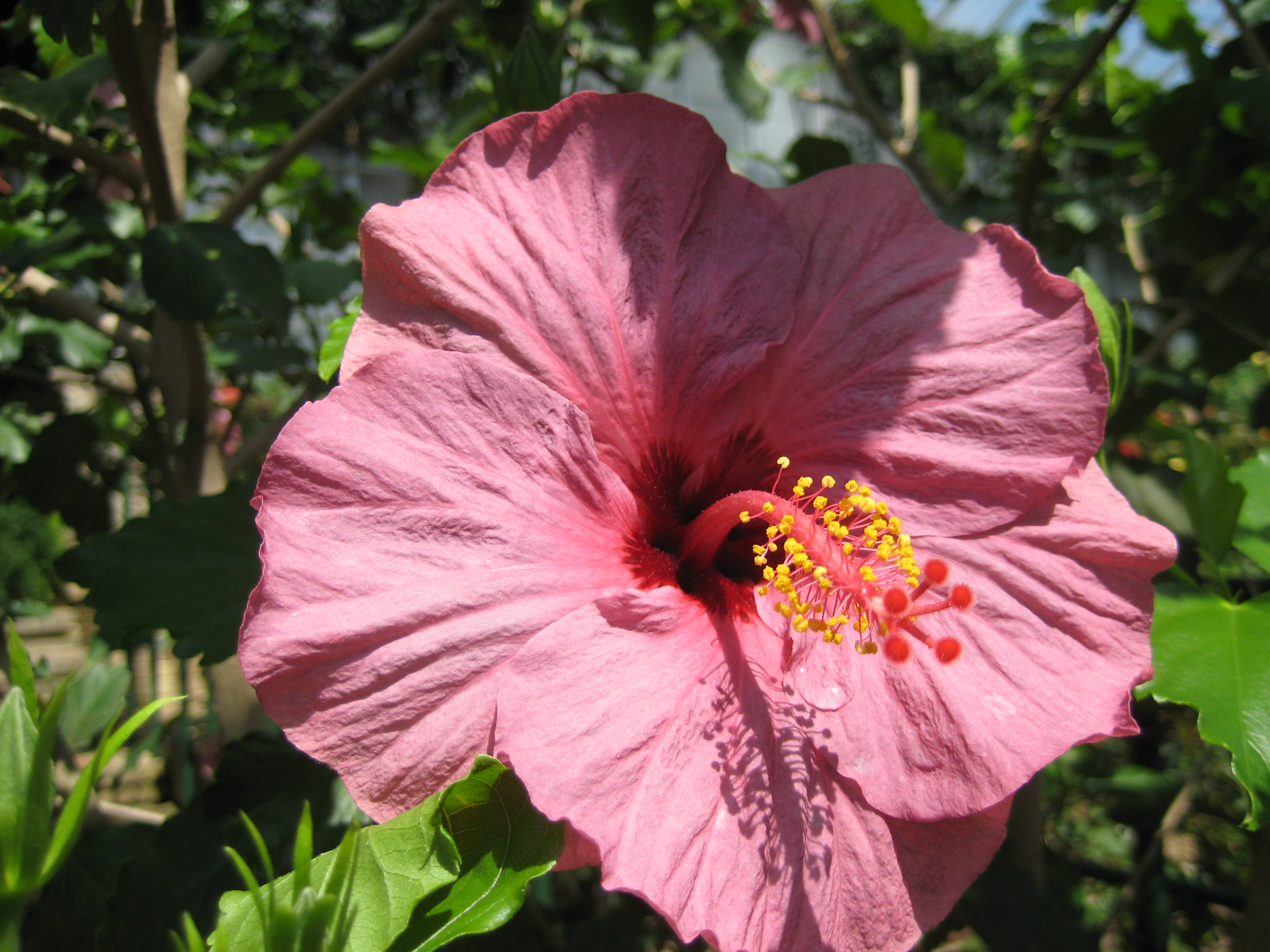
'Sweet Violet'

### Sorter avHibiscus archeri-typ

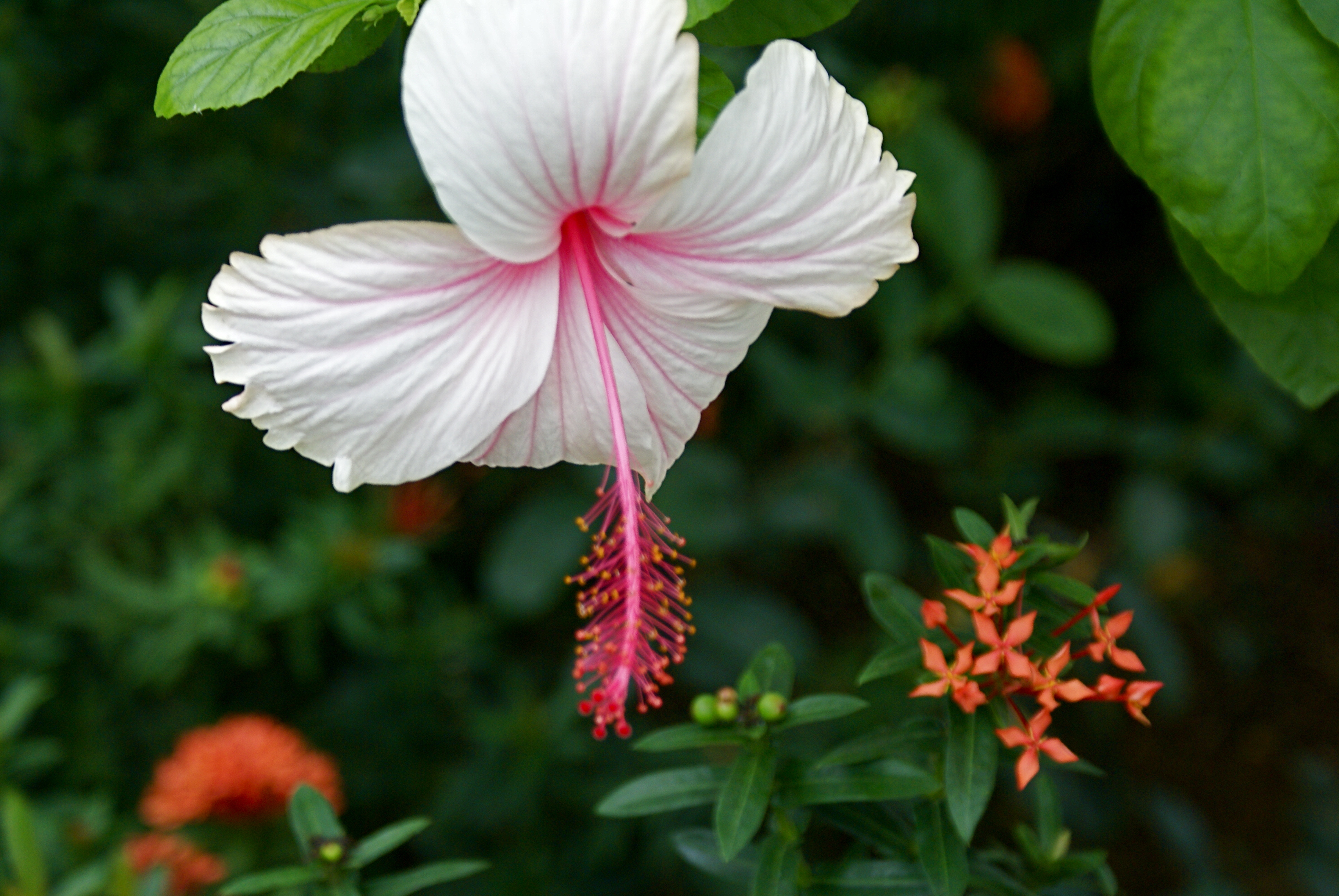
'Albo Laciniatus' ('Anderson's Crepe Pink', 'La France')
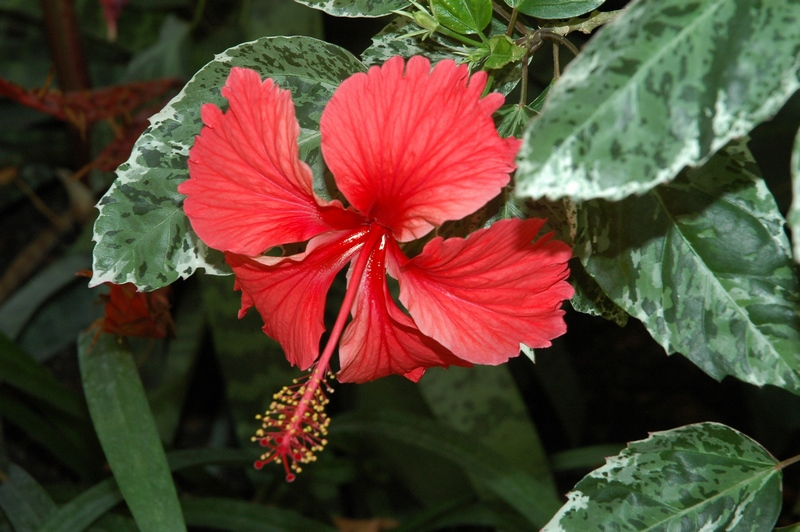
'Cooperi' ('Matensis', 'Silver Queen', 'Snow Queen', 'Variegated Matensis')
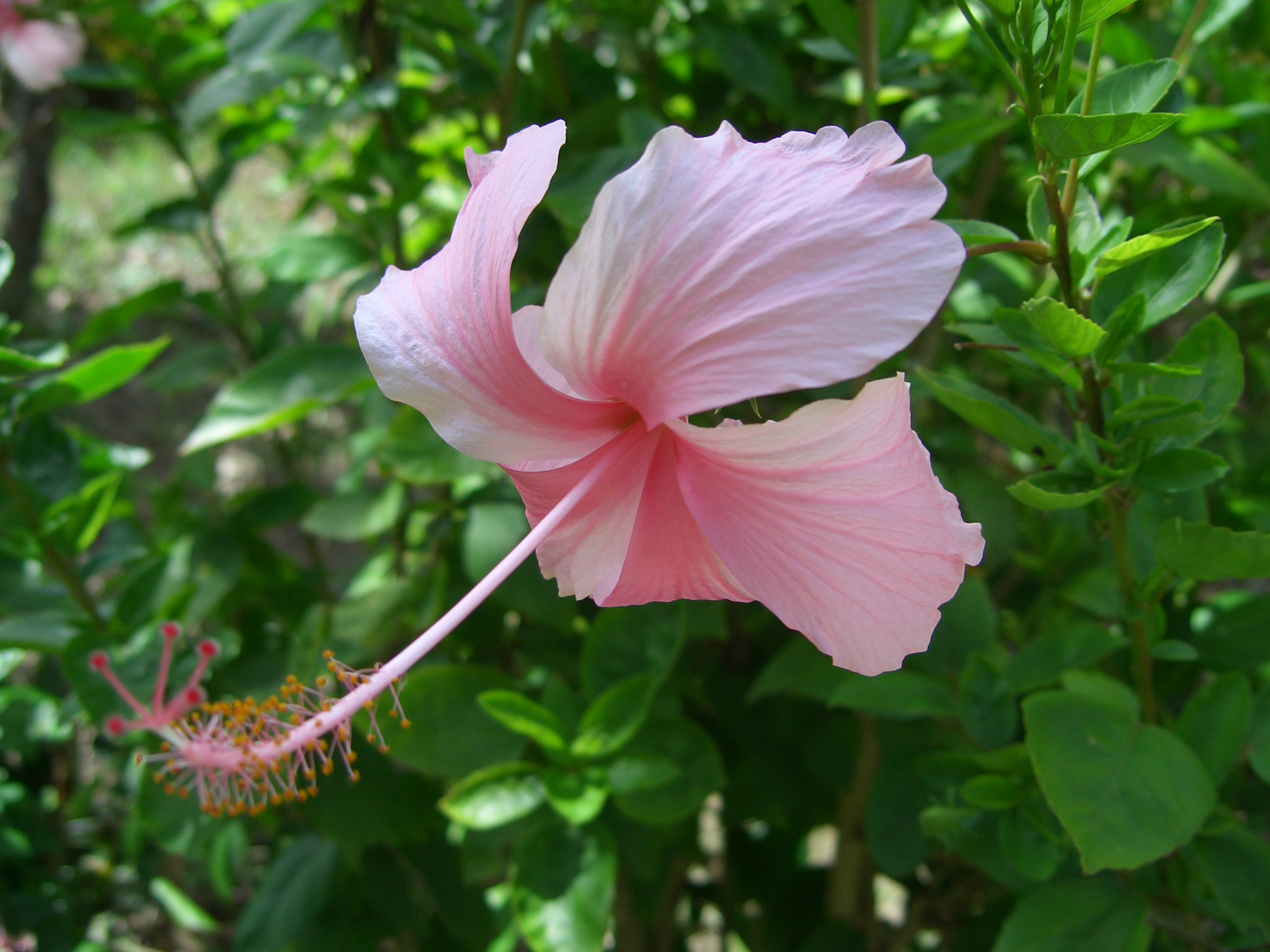
'Dainty Pink' ('Itsy Bitsy Pink', 'Old Hawaiian Variety ', 'Pink Butterfly', 'Pink Dainty ', 'Pink La France', 'Pink Psyche', 'Shirley Temple')
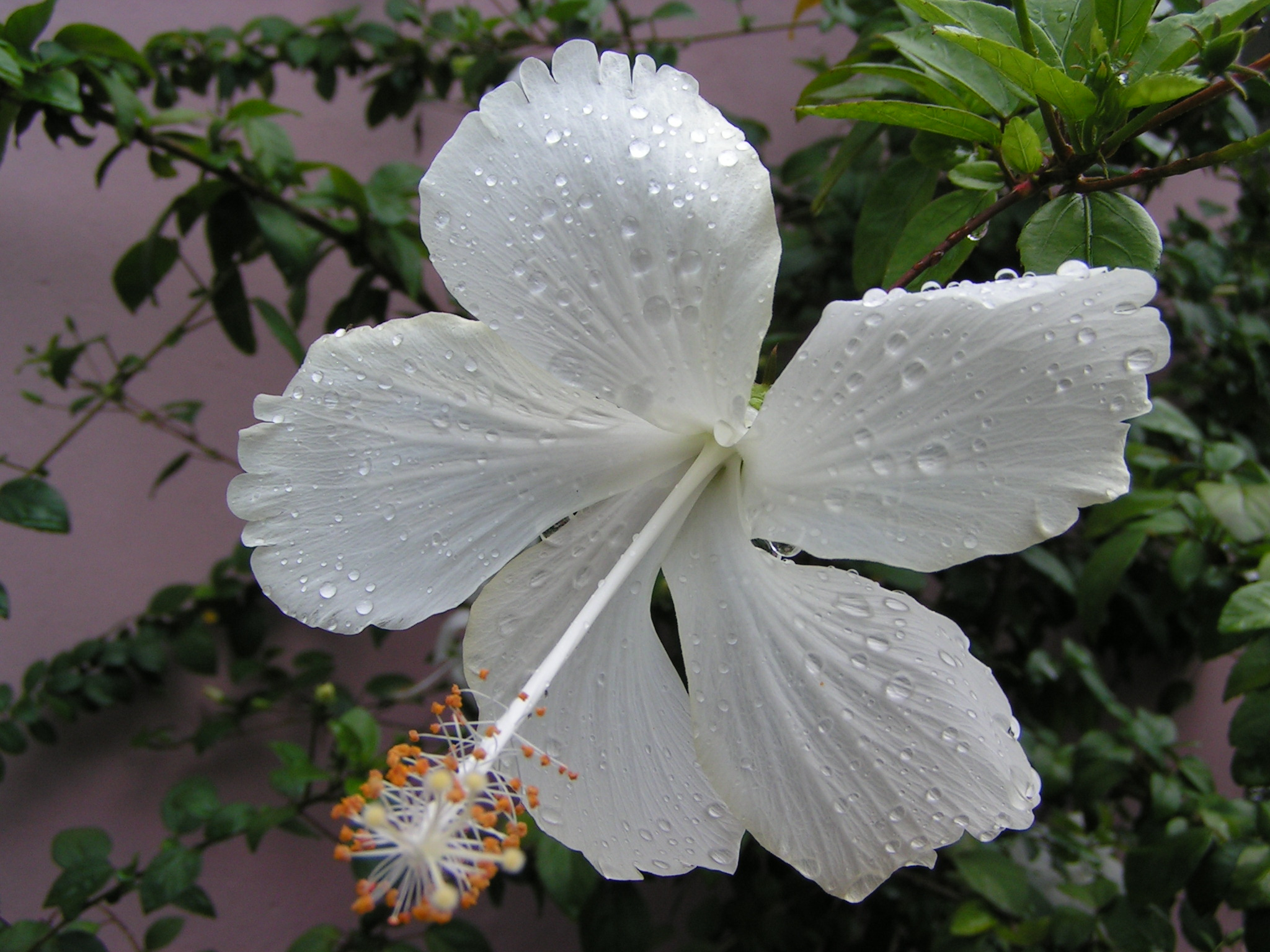
'Dainty White ('Swan Lake', 'White La Fance')
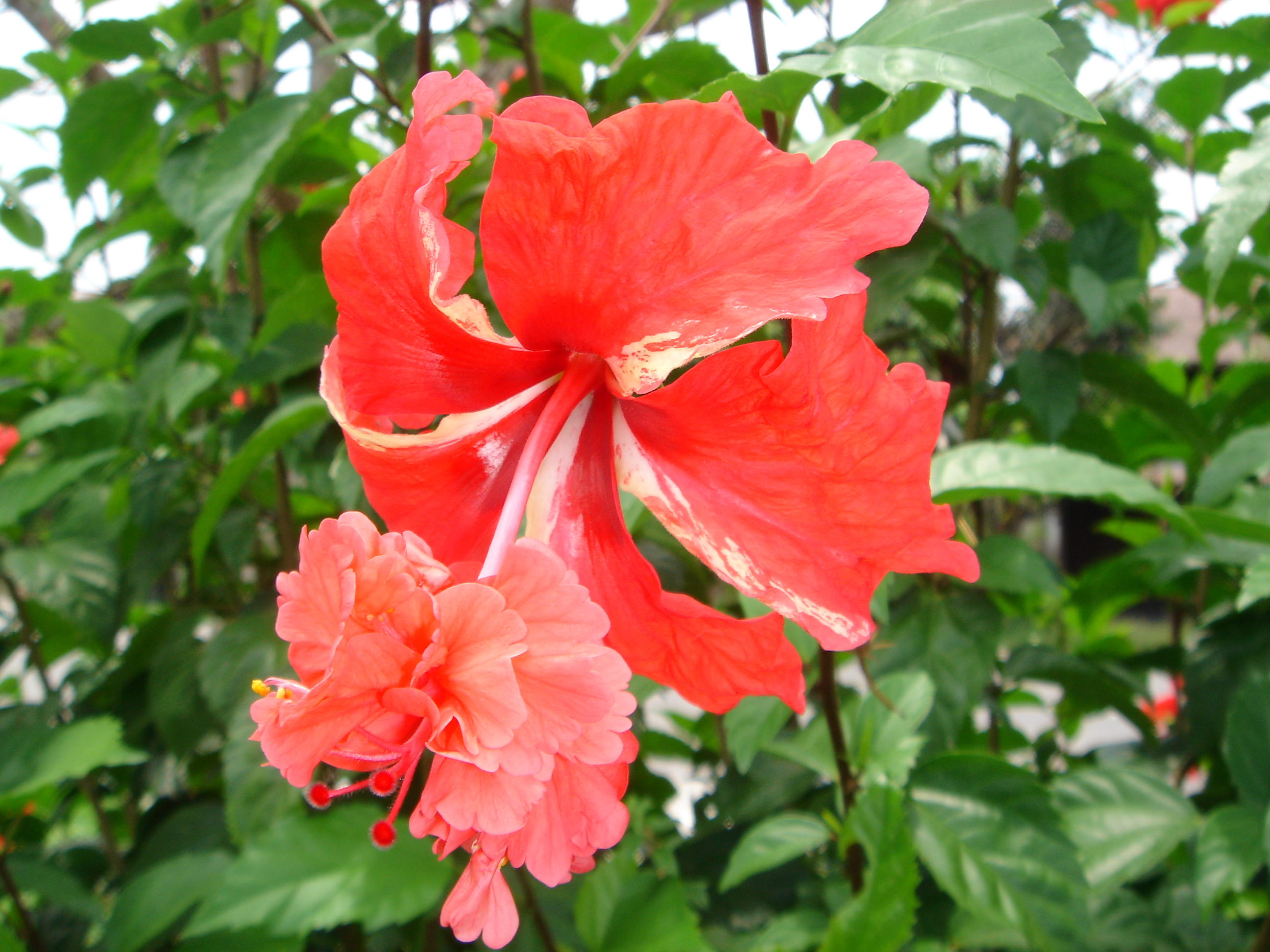
'El Capitolio' ('Variegata')
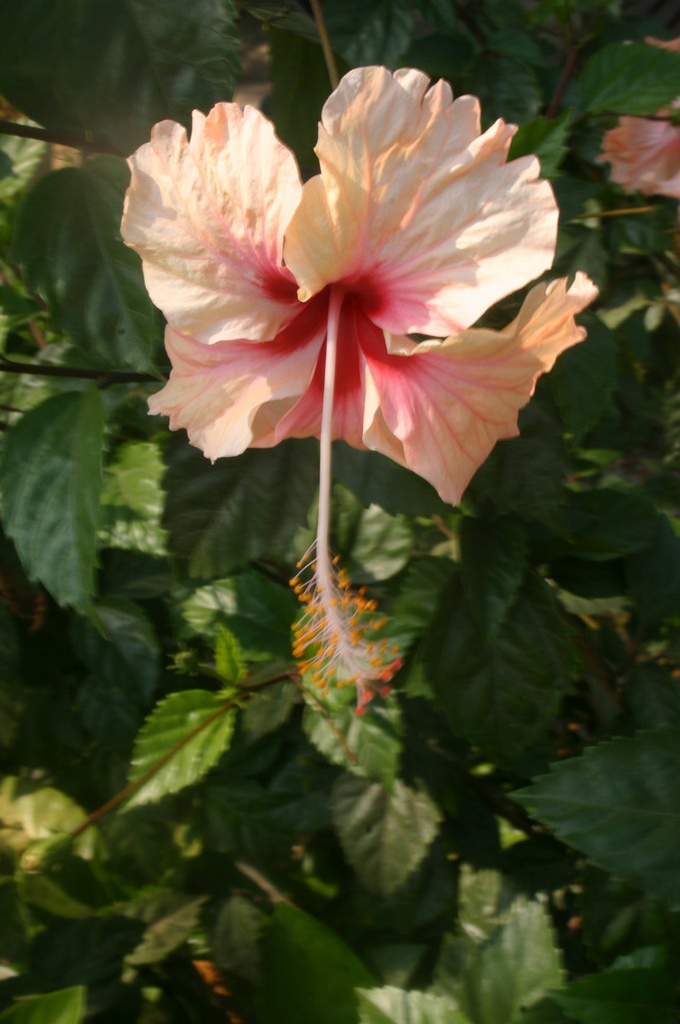
'Madeline Champion'
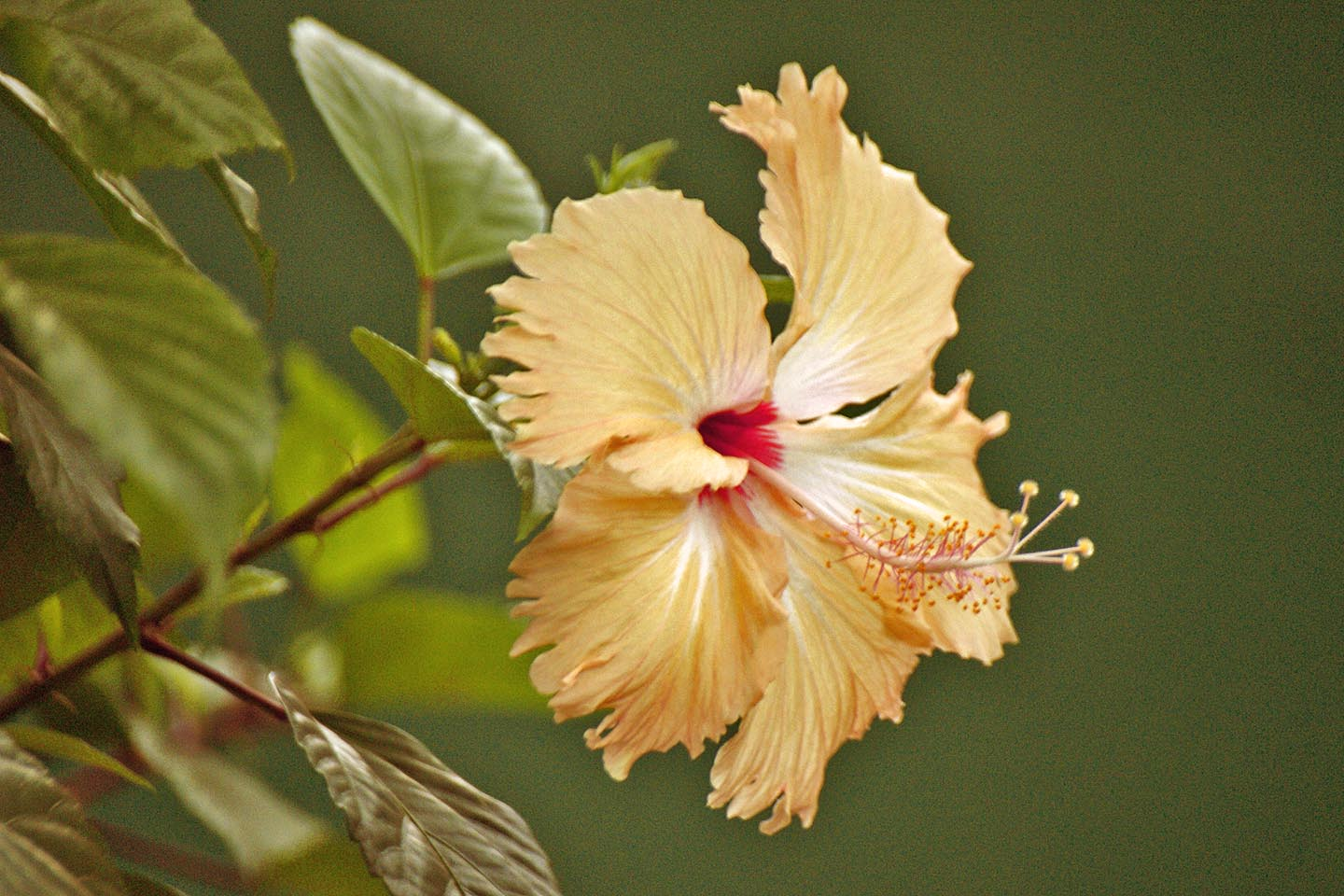
'Mango Dainty'
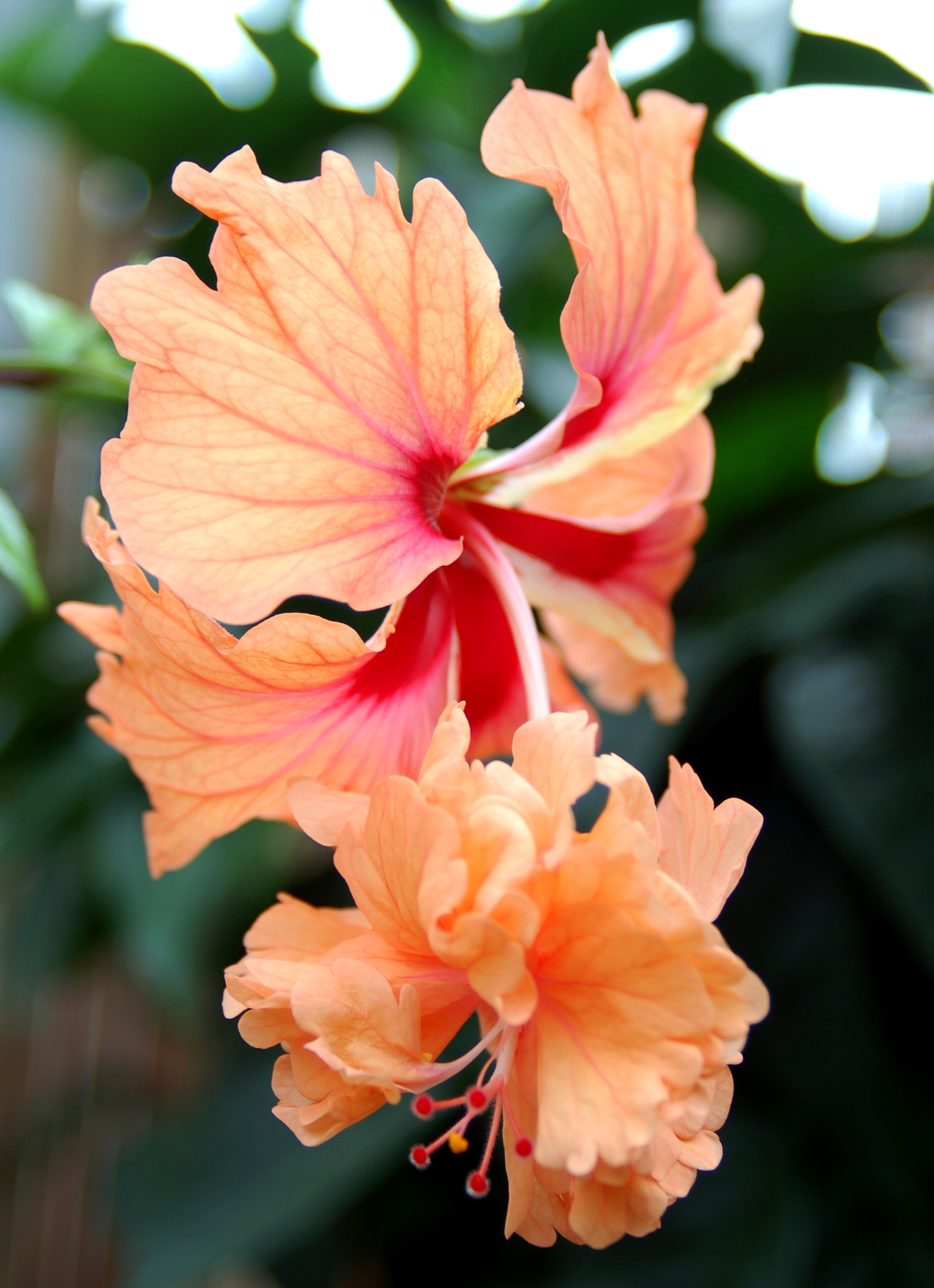
'Orange El Capitolio'
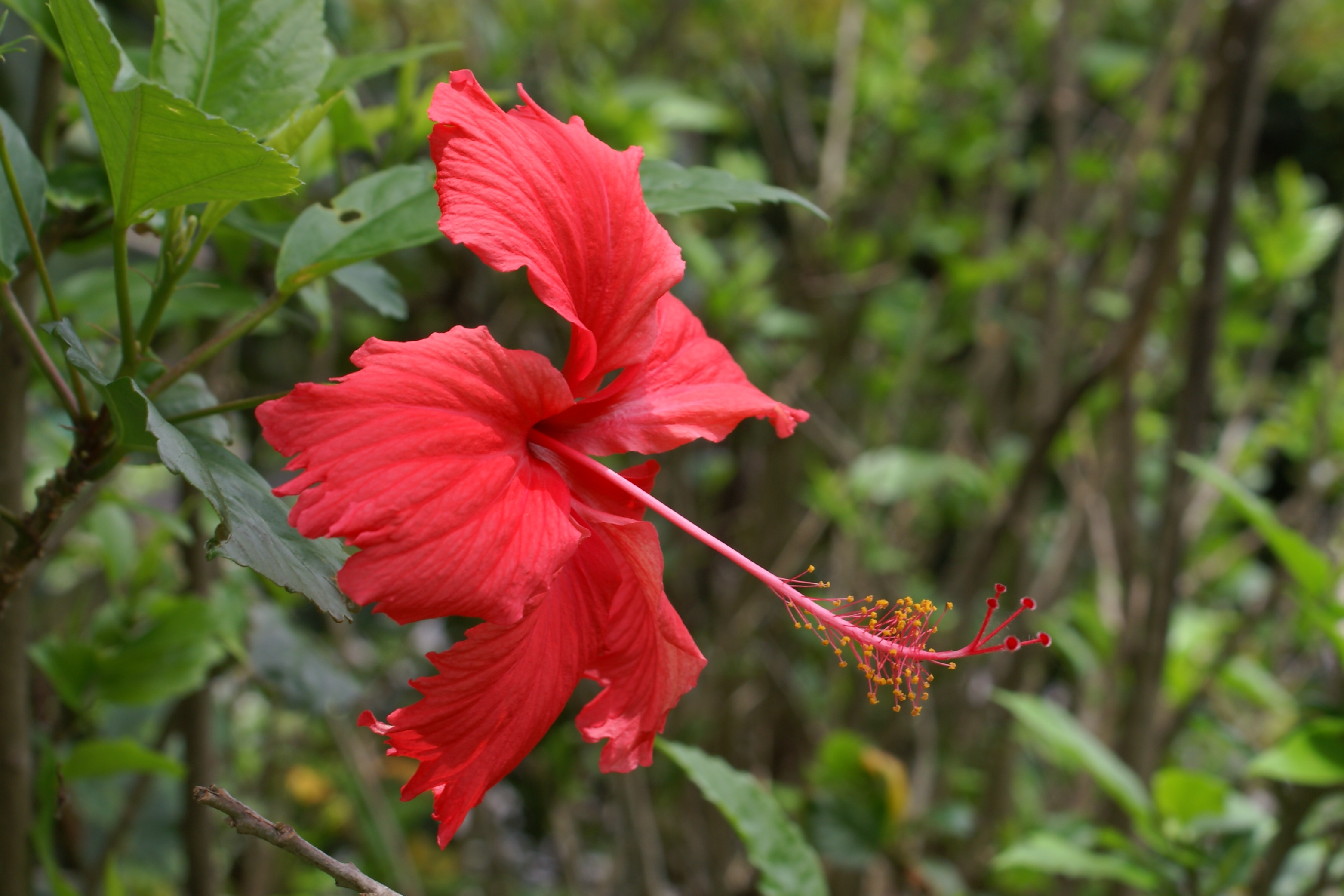
'Psyche' ('Velvet Red')
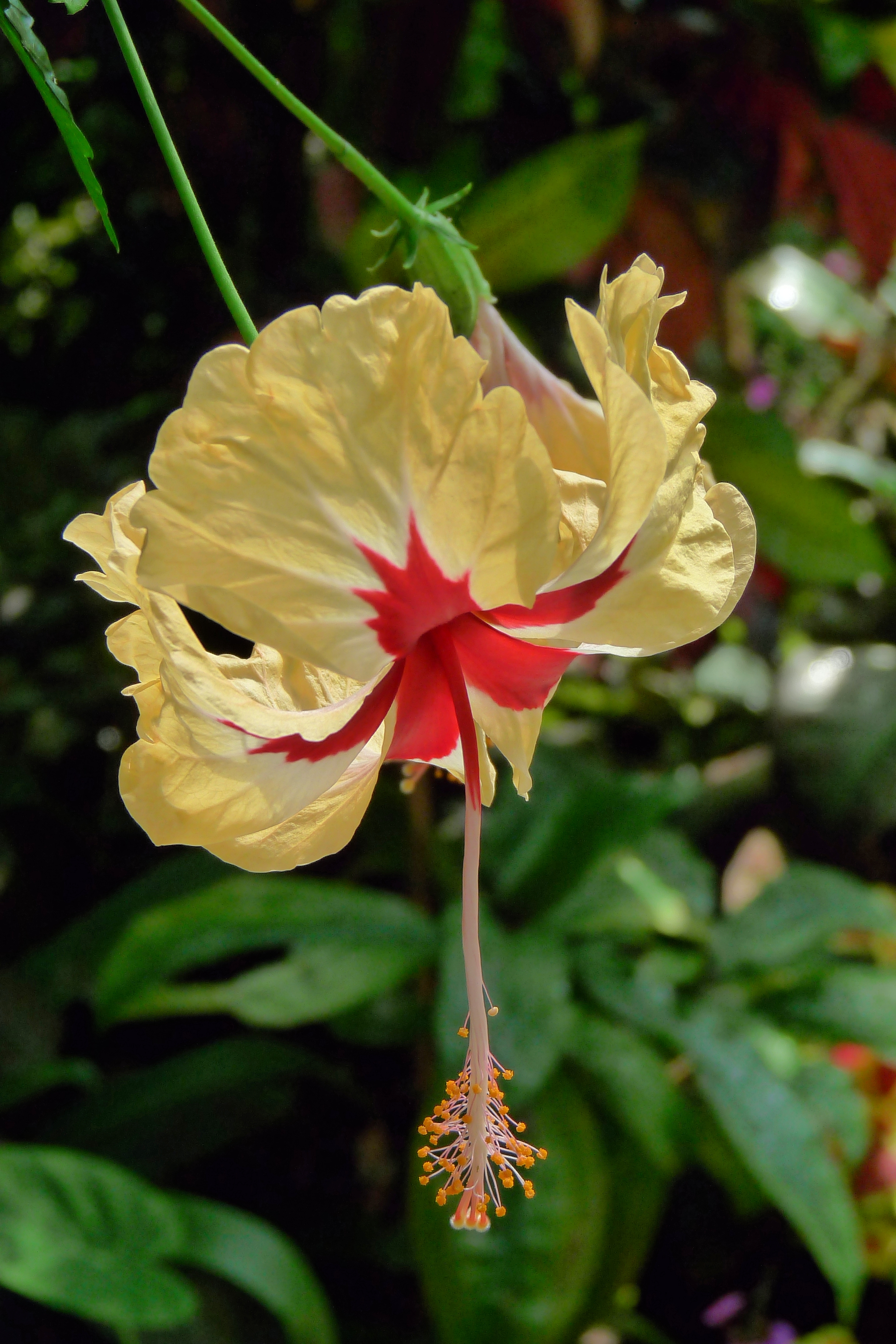
'Sylvia Goodman'

## Krukodling
Hibiskus vill ha en mycket ljus placering och klarar av full sol. Sommartid kan man ha den i rumstemperatur och vintertid helst lite svalare. Från vår till höst ska den vattnas rikligt. Ge näring en gång i veckan under tillväxtperioden. Vid sval förvaring vintertid behöver den inte så mycket vatten. 
En anledning till att vattna regelbundet är att växten annars lätt blir angripen av bladlöss. Lössen lockas bland annat av sötman i fruktämnet – bryt därför av det efter att blomman vissnat.
På vintern brukar växten tappa en del av bladen på äldre grenar. Därför är det brukligt med en kraftig föryngringsbeskärning i februari–mars. Det sätter fart på plantan och bladrika skott växer fram. De avskurna grenarna kan planteras i såjord, vattna och sätt en plastpåse över. De slår då rot och bildar nya plantor. De ska stå ljust och varmt. De nya plantorna rotar sig bäst om jorden har en temperatur på runt 20–25 °C.

## Synonymer
För vetenskapliga synonymer, se Wikispecies.